# Jean Jacques David

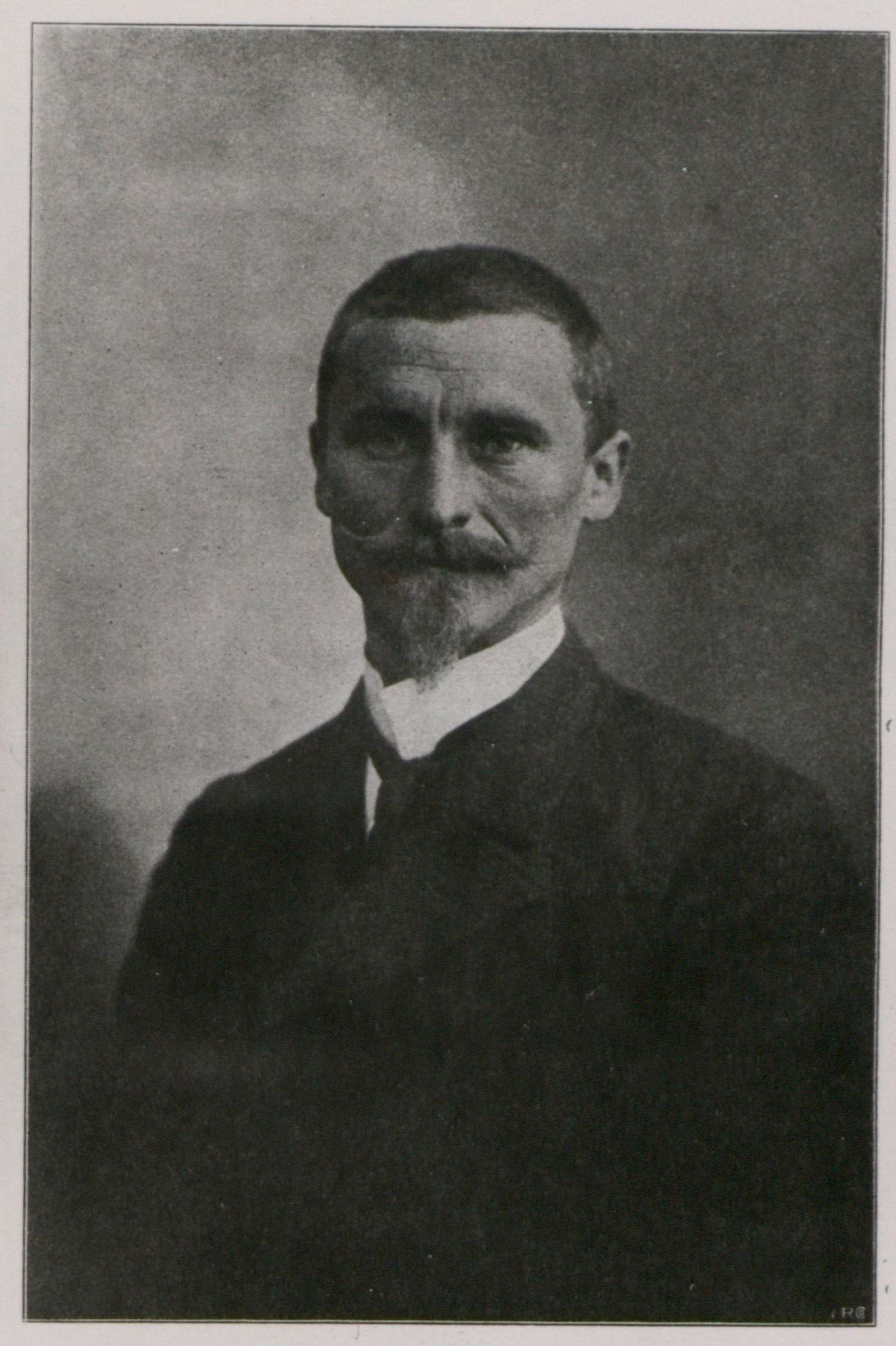
Jean Jacques David (zwischen 1888 und 1908)

Jean Jacques David (eigentlich Johann Jakob David; * 31. März 1871 in Basel; † 16. März 1908 in Lisala, Belgisch-Kongo) war ein Schweizer Afrikaforscher, Bergsteiger, Bergbauingenieur, Zoologe und Publizist. Er war der Bruder von Adam David, der ebenfalls Afrikaforscher war.

## Leben
Als Sohn des Kaufmanns Johann Jakob David sen. wuchs er in Basel auf und absolvierte naturwissenschaftliche Studien an Universitäten in Berlin, Zürich und Basel; an letzterer promovierte er 1892 in Zoologie. Nach zweijähriger Tätigkeit an einer meeresbiologischen Station im französischen Menton reiste er 1893 nach Ägypten und war dort als Lehrer und Journalist tätig. 1896 stellte ihn die Firma J. Planta & Co. für die Leitung einer Baumwollversuchsstation im Nildelta an, danach für den Aufbau eines Natron-Bergwerks in der Libyschen Wüste. 1897 reiste sein Bruder Adam nach Ägypten nach; zusammen unternahmen die beiden 1900 eine grosse Handelsexpedition in den Sudan.
Nach einem kurzen Aufenthalt in der Schweiz 1902 nahm David an einer vierjährigen Forschungsexpedition im Kongobecken teil, wo er u. a. an der Erstbesteigung des Ruwenzori-Gebirges beteiligt war und zahlreiche seltene Exponate an das Naturhistorische Museum Basel vermittelte. 1906 wurde er mit dem Eröffnung eines Kupfer-Bergwerks im kongolesischen Bamanga; nach zwei Jahren kräfteraubender Aufbauarbeit erkrankte David schwer und sollte in die Schweiz zurückkehren, verstarb aber unterwegs in Lisala.